# Алон Хазан
Алон Хазан (івр. אלון חזן, нар. 14 вересня 1967, Ашдод) — ізраїльський футболіст, що грав на позиції півзахисника. По завершенні ігрової кар'єри — тренер.
Виступав, зокрема, за клуб «Маккабі» (Хайфа), а також національну збірну Ізраїлю. Згодом працював у тренерському штабі національної команди.

## Клубна кар'єра
У дорослому футболі дебютував 1984 року виступами за команду клубу «Хапоель» (Петах-Тіква), в якій провів чотири сезони, взявши участь у 98 матчах чемпіонату. Згодом провів сезон у «Хапоелі» (Ашдод), після чого ще на три сезони повертався до «Хапоеля» з Петах-Тікви.
Своєю грою за останню команду привернув увагу представників тренерського штабу клубу «Маккабі» (Хайфа), до складу якого приєднався 1992 року. Відіграв за хайфську команду наступні чотири сезони своєї ігрової кар'єри. Більшість часу, проведеного у складі хайфського «Маккабі», був основним гравцем команди.
Протягом 1996—1999 років захищав кольори «Хапоеля» (Тель-Авів), «Маккабі Іроні» та англійського «Вотфорда».
Завершив професійну ігрову кар'єру у клубі «Ашдод», за команду якого виступав протягом 1999—2004 років.

## Виступи за збірну
1990 року дебютував в офіційних матчах у складі національної збірної Ізраїлю. Протягом кар'єри у національній команді, яка тривала 11 років, провів у формі головної команди країни 72 матчі, забивши 5 голів.

## Кар'єра тренера
Розпочав тренерську кар'єру роботою у тренерському штабі клубу «Ашдод». Протям 2006–2008 років був його головним тренером.
Згодом увійшов до тренерського штабу збірної Ізраїлю. Двічі, у 2016 і 2018 роках, виконував обов'язки головного тренера національної команди.